# Baidoa
Baidoa, talvolta citata anche come Iscia Baidoa (in somalo Baydhabo), è una città della Somalia situata 256 km a nordovest dalla capitale Mogadiscio, ed è capoluogo della provincia omonima e della regione di Bai.
Conta circa 135.000 abitanti ed è una delle principali città somale. Situata nell'interno fra i corsi dei fiumi Uebi Scebeli e Giuba, su un altopiano di circa 400 slm, essa gode di un ottimo clima che le ha valso l'appellativo di "Svizzera somala".
Baidoa è abitata soprattutto dal clan dei Rahanweyn.

## Storia
Durante l'amministrazione coloniale italiana essa fu capoluogo del Commissariato dell'Alto Giuba.
Dopo l'avvio della Guerra civile somala, scoppiata nel 1991, la città è stata oggetto di violenti scontri di varie fazioni rivali dell'Esercito di Resistenza dei Rahanweyn per assicurarsene il completo controllo.
Nel febbraio 2006 Baidoa divenne sede del Governo Federale di Transizione, riparato lontano dalla capitale Mogadiscio in seguito alla presa della stessa da parte delle milizie delle Corti islamiche. A Baidoa si tenne la tra il 20 ed il 26 dicembre 2006 una battaglia tra le truppe governative, aiutate dall'esercito etiope, e le milizie dell'Unione delle Corti Islamiche, conclusasi con una decisiva vittoria dei governativi.
Il 30 gennaio 2009 le truppe dell'organizzazione terroristica Al-Shabaab hanno preso il controllo della città dopo un duro assedio che durava dal luglio 2008. Il governo è riuscito tuttavia a riconquistare il 22 febbraio 2012, sempre con il sostegno dell'Etiopia.
Nell’agosto del 2016 è stato affidato alla delegazione Italiana composta dall'avv. Sergio Falcone (Ordine degli avvocati di Napoli), ing. Luigi Alberto Ciavoli (Asas Confindustria), Fulvio Mucibello (consulente giudiziario), con il supporto dell'ambasciata a Mogadiscio, l'incarico di dirigere una scuola di dottorato per i giudici presso l’ex Collegio Italiano di Baidoa.